# Бенвенуто ди Джованни

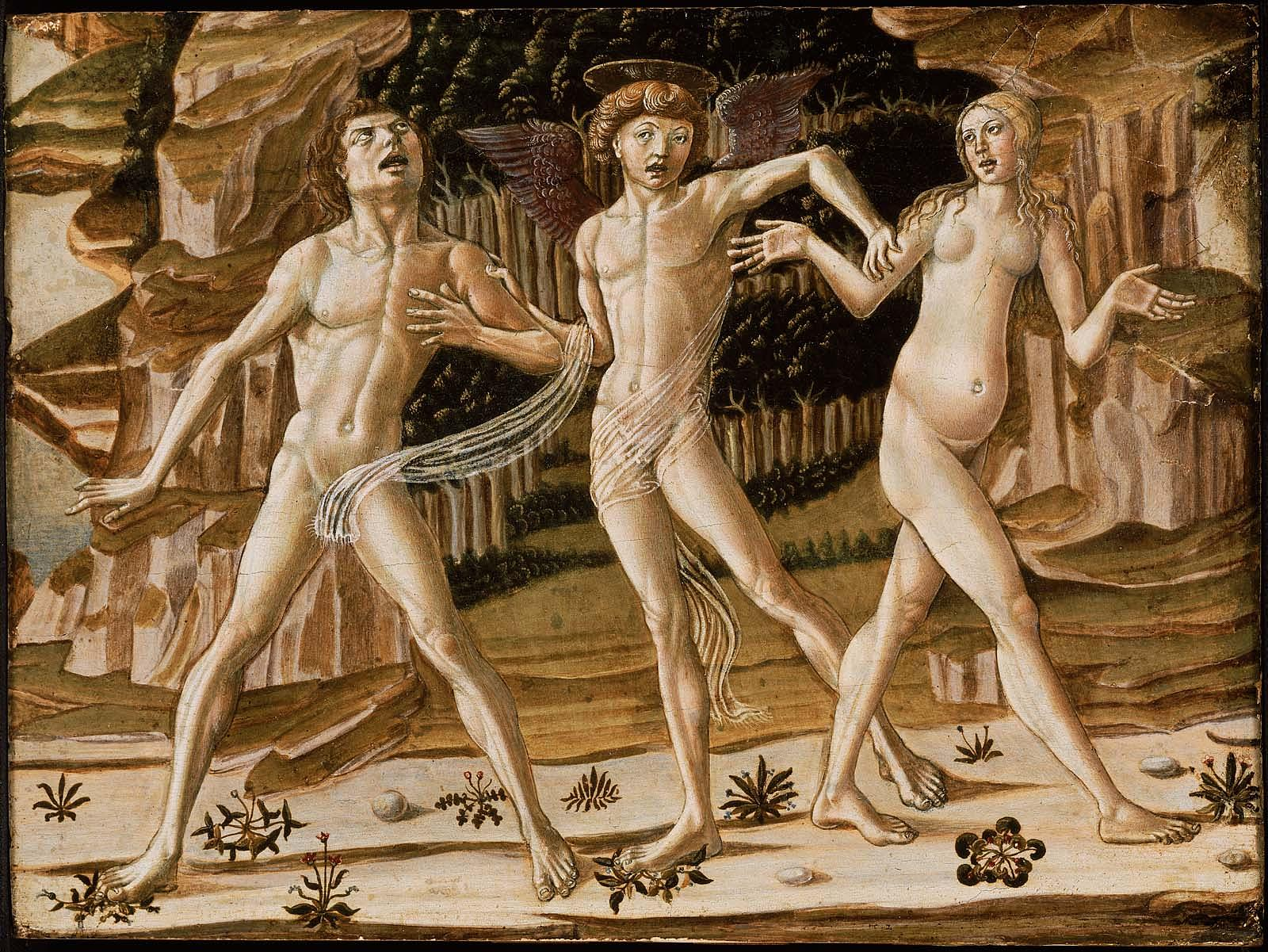
Бенвенуто ди Джованни. Изгнание из рая. 1470 г. Бостон, Музей изящных искусств.

Бенвенуто ди Джованни (полное имя Бенвенуто ди Джованни ди Мео дель Гуаста, итал. Benvenuto di Giovanni di Meo del Guasta; 13 сентября 1436, Сиена — после 1518, Сиена) — итальянский художник сиенской школы.
Бенвенуто ди Джованни родился в семье каменщика. Свою жизнь он провел, работая в Сиене и её окрестностях. Впервые его имя упоминается в сиенских документах в 1453 году, когда он был подмастерьем у Веккьетты — из этого сообщения можно понять, что Бенвенуто рано начал работать, как минимум с 17и лет. Двенадцать лет спустя, в 1465 году, в налоговой декларации он о себе сообщает, что не имеет ни имущества, ни родственников, и проживает недалеко от баптистерия. В следующем году он женится на девушке по имени Якопа ди Томмазо ди Четона, с которой впоследствии нажил семерых детей. Из документов также известно, что чете ди Джованни принадлежали виноградники, дававшие кое-какой доход, но, кроме того, Бенвенуто не чурался административной работы, и занимал как минимум две должности в сиенской администрации. Один из его сыновей, Джироламо ди Бенвенуто, стал впоследствии художником.

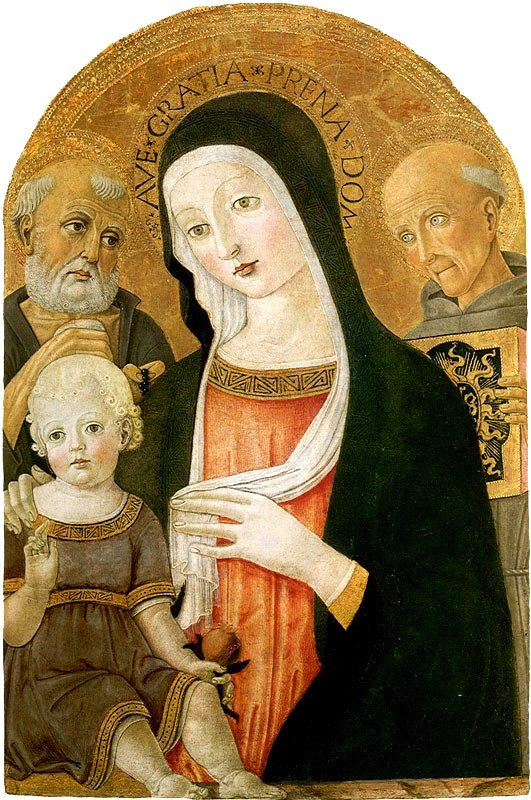
Бенвенуто ди Джованни. «Мадонна с младенцем и святыми». 1480-85гг. Вашингтон, Национальная галерея.

Бенвенуто ди Джованни оставил после себя солидное художественное наследие. Сегодня существует девять подписанных им алтарей, четыре алтаря с уверенностью приписаны ему, потому что на них сохранились документы, и, кроме того, на основании стилистических особенностей ему приписывается множество других произведений. Его творчество охватывает 43 года и включает фрески, станковую живопись, миниатюру, и оформительские работы.
В 1453 году Бенвенуто ди Джованни под руководством Веккьетты, который по всей вероятности был его учителем, работал в сиенском баптистерии. В следующем году он написал (ныне утраченную) картину для капитула «Компанья ди Санта Лючия» в Сиене. В 1460 году его имя вновь упоминается в документах, на сей раз в качестве должника сиенского собора наряду с Веккьеттой и Франческо ди Джорджо. Вероятно, в этот период он расписал сиенский баптистерий фресками с историей св. Антония Падуанского, а также написал небольшую панель «Чудо св. Антония» (Мюнхен, Старая пинакотека), которая, скорее всего, была частью пределлы алтаря, созданного Веккьеттой и Франческо ди Джорджо.

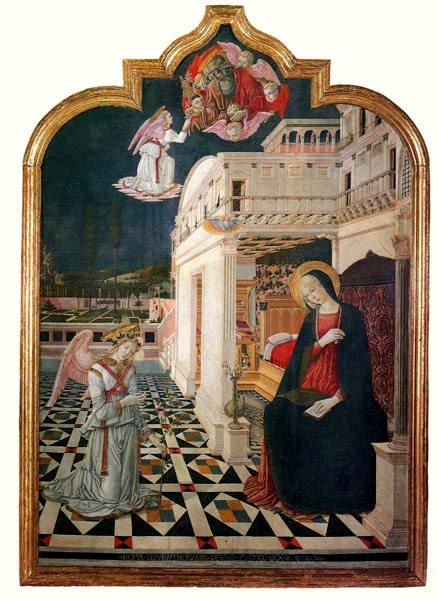
Бенвенуто ди Джованни. Благовещенье. 1470 г. Синалунга, ц. Сан Бернардино

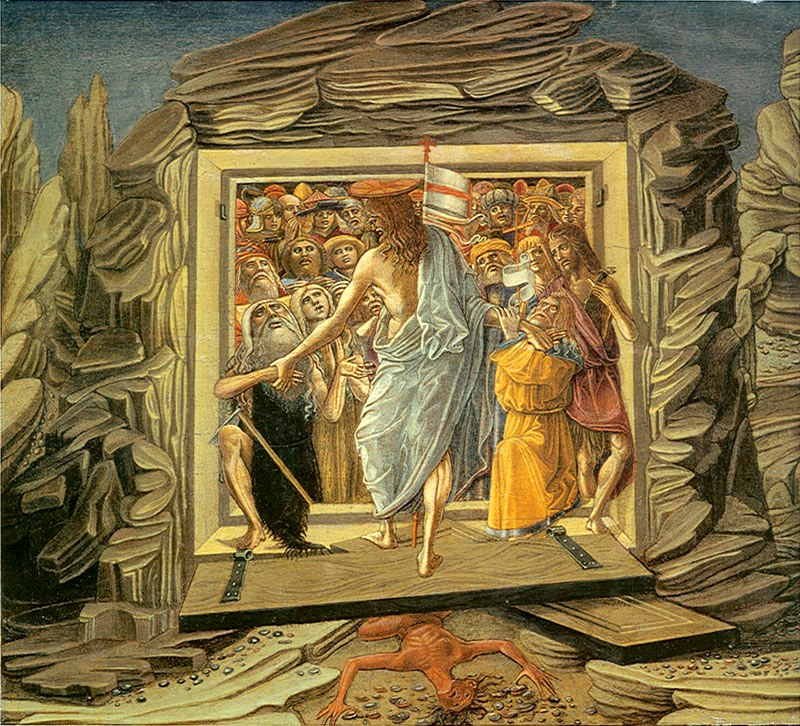
Бенвенуто ди Джованни. Сошествие в ад. 1491 г. Вашингтон, Национальная галерея.

Первой его работой, на которой стоит точная дата, является «Благовещение и святые» (1466 г.) из церкви Сан Джироламо в Вольтерре, для которой позднее, в 1470 году, Бенвенуто написал еще «Благовещенье» и пределлу со сценами из жизни Христа (Вольтерра, Пинакотека). В этом же, 1470 году он написал «Благовещенье» для церкви Сан Бернардино в Синалунге. Период около 1470 года является важным для творчества Бенвенуто ди Джованни, потому что именно в это время он отказывается от подражания Веккьетте, а также натуралистического виденья Доменико ди Бартоло, и вырабатывает собственный стиль. Вероятно, это произошло отчасти в результате знакомства и долго продолжавшегося в дальнейшем сотрудничества с двумя североитальянскими миниатюристами, работавшими в Сиене — Либерале да Верона и Джироламо да Кремона. Под их влиянием работы Бенвенуто приобрели яркий колорит и гармоничную композиционную сбалансированность. Прекрасно выстроенный его кистью «горний мир» можно видеть в последовавших в этом десятилетии произведениях — «Триптихе из Монтепертузо» (1475 г., ныне находится в приходской церкви в Весковадо ди Мурло под Сиеной), «Алтаре Боргезе» (1475-77/78гг., ц. Сан Доменко в Сиене), и триптихе «Мадонна с младенцем и святыми» 1479 г., Лондон, Национальная галерея).

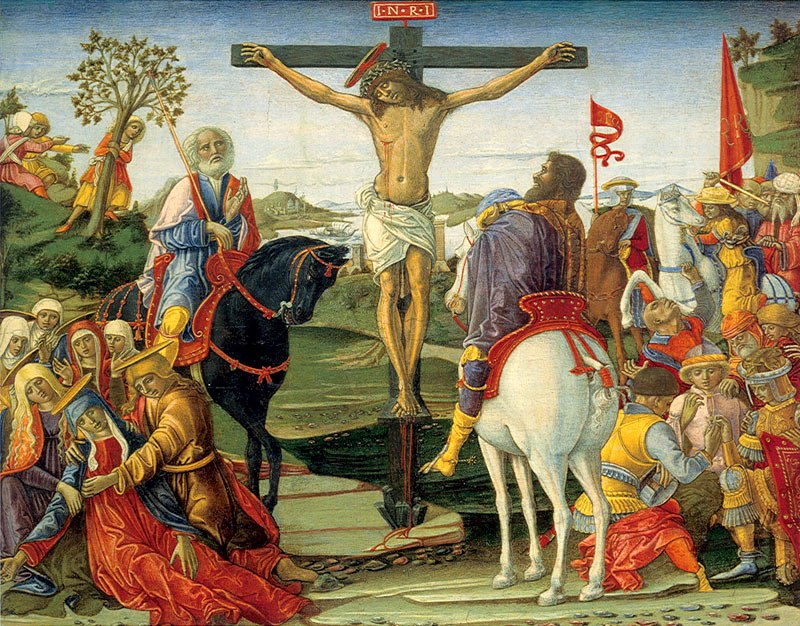
Бенвенуто ди Джованни. Распятие. 1491 г. Вашингтон, Национальная галерея.

В 1480 году Бенвенуто получил сразу несколько заказов; он занимался декоративным оформлением сиенского собора, иллюстрировал миниатюрами книгу хоралов для этого собора (хранится в Библиотеке Пикколомини, Сиена), и такую же книгу для монастыря Сант Еудженио под Сиеной (сейчас она хранится в библиотеке аббатства Кава деи Тиррени). Для этого же монастыря Бенвенуто написал большую алтарную картину «Вознесение Христа» (1491 г. Сиена, Пинакотека), пределла которой находится в Национальной галерее, Вашингтон. Картина имеет дату и подпись художника. Это произведение наполнено страстностью и внутренней экспрессией, в нем видно североевропейское влияние. Оно знаменовало собой пик творчества Бенвенуто ди Джованни, потому что последующие его работы грешат некоторой упрощенностью, схематичностью, и временами излишней приторностью. Возможно, это было результатом более активного участия в работе его сына, Джироламо ди Бенвенуто.
В 1500-х годах престарелый мастер обратился к прошлому, к верным художественным формулам, найденным в середине XV века. Это следует из его последней подписанной работы «Мадонна с младенцем и святыми» (1509 г., церковь Санта Лючия в Синалунга).